# Kristin T. Schnider

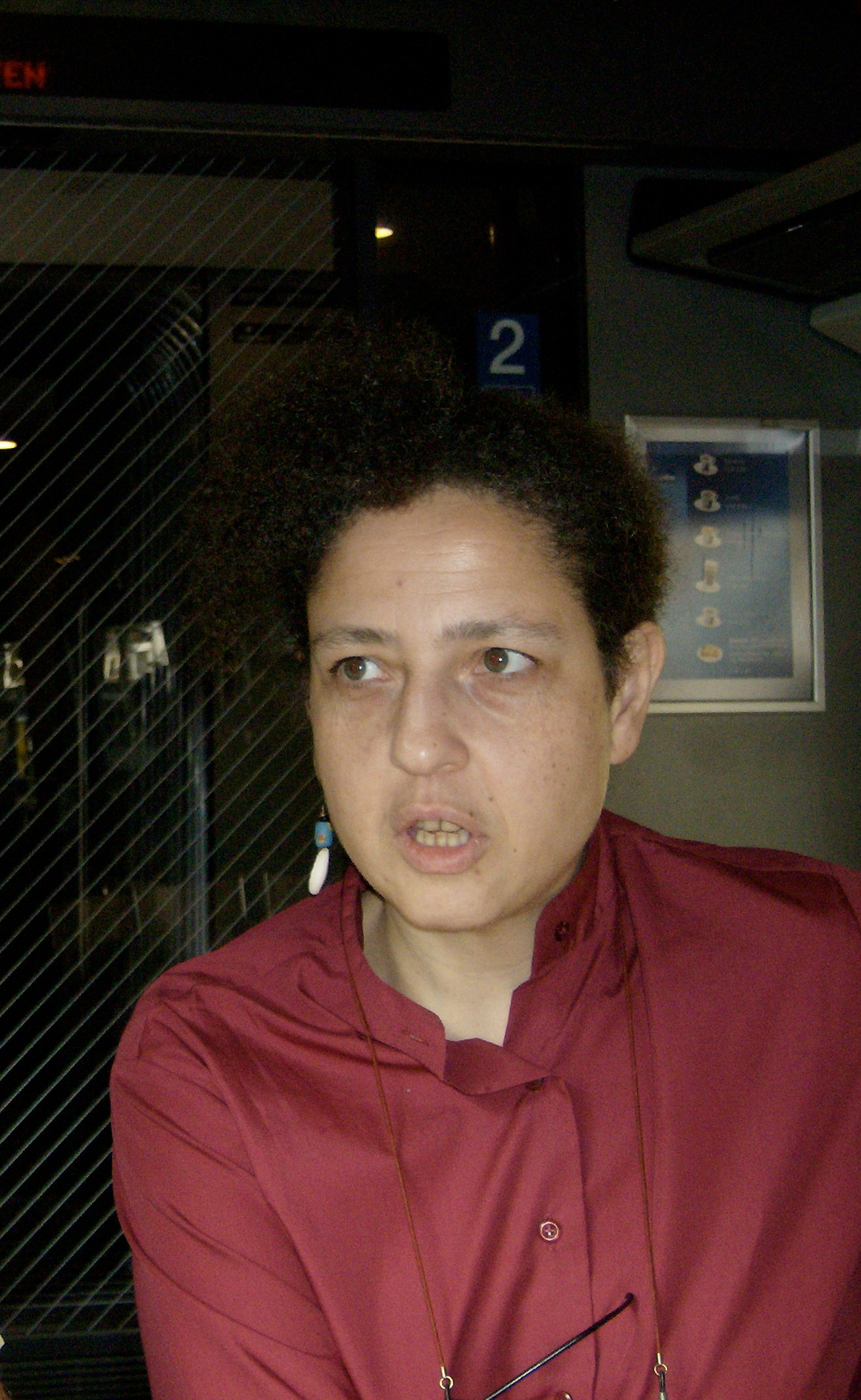
Kristin T. Schnider 2007

Kristin T. Schnider (* 1960 in London) ist eine Schweizer Schriftstellerin.

## Leben
Kristin T. Schnider wurde in London geboren und wuchs in Zürich auf. Ab 1982 begann sie Texte in Zeitschriften und Literarischen Magazinen zu veröffentlichen. Neben dem Schreiben übte sie diverse Tätigkeiten aus. Seit 1998 lebt sie als freie Schriftstellerin in Wassen im Kanton Uri. Schnider war von 2002 bis 2010 Präsidentin des Deutschschweizer PEN-Zentrums und von 2007 bis 2010 Mitglied im Vorstand des internationalen PEN.

## Auszeichnungen
- 1986 Aufenthaltsstipendium Literarisches Colloquium Berlin
- 1989 Migros Literaturförderungspreis
- 1990 Literaturpreis der Stadt Zürich
- 1993 Werkbeitrag der Stiftung Pro Helvetia
- 1994 eine Ehrengabe der Stadt Zürich
- 1999 Aufenthaltsstipendium London der Zuger Kulturstiftung Landis & Gyr
- 2002 Aufenthaltsstipendium des Künstlerhauses Villa Aurora in Los Angeles
- 2008 Zentralschweizer Literaturförderung, zweiter Preis

## Werke
- 61° über dem Horizont. Berlin 1986 (zusammen mit Birgit Kempker und Barbara Maria Kloos)
- Die Kodiererin. Roman. Nagel & Kimche, Frauenfeld/Zürich 1990, ISBN 3-312-00151-X
- DIN-A. Ein Text. edition sec 52, Zürich 1991, ISBN 3-908010-11-X
- Ich wollte töten. Erzählungen. Bilger, Zürich 1994, ISBN 3-908010-11-X
- Nysky. Bilger, Zürich 1996, ISBN 3-908010-22-5
- Luna – Frau und Zyklus (mit Mary A. Imhof). Gisler, Altdorf 2000, ISBN 3-906130-01-0